# Vanderbylia
Vanderbylia is een geslacht van schimmels behorend tot de familie Polyporaceae. De typesoort is Vanderbylia vicina.

## Soorten
Volgens Index Fungorum telt het geslacht tien soorten (peildatum maart 2023):
| Soortnaam                        | Auteur(s)                     | Publicatiejaar |
| -------------------------------- | ----------------------------- | -------------- |
| Vanderbylia borneensis           | Corner                        | 1987           |
| Vanderbylia cinnamomea           | C.L. Zhao                     | 2020           |
| Vanderbylia delavayi             | (Pat.) B.K. Cui & Y.C. Dai    | 2019           |
| Vanderbylia fraxinea (Essenzwam) | (Bull.) D.A. Reid             | 1973           |
| Vanderbylia nigroapplanata       | (Van der Byl) D.A. Reid       | 1975           |
| Vanderbylia peninsularis         | Corner                        | 1987           |
| Vanderbylia robiniophila         | (Murrill) B.K. Cui & Y.C. Dai | 2019           |
| Vanderbylia subincarnata         | Corner                        | 1987           |
| Vanderbylia ungulata             | D.A. Reid                     | 1973           |
| Vanderbylia vicina               | (Lloyd) D.A. Reid             | 1973           |